# Museum François Duesberg
Het Museum François Duesberg is gewijd aan sierkunst uit de periode 1775 tot 1825. Het museum is gelegen in Bergen (Henegouwen) tegenover de collegiale Sint-Waltrudiskerk (Bergen) in de voormalige gebouwen van de Nationale Bank van België en herbergt een grote verzameling van  voorwerpen in perfecte staat: het is een prestigieuze collectie van klokken en pendules, uniek in zijn omvang en zeldzaamheid, uitzonderlijke vergulde Franse "bronzes", opmerkelijke porselein (voornamelijk uit Parijs en Brussel), aardewerk, sieraden (waaronder de beroemde Mons-punch), en talloze andere voorwerpen van hoog gehalte. François Duesberg en zijn vrouw Betty hebben de lat hoog gelegd en richten zich op de mooiste en zeldzaamste voorwerpen uit deze periode die in het bijzonder de rijke en bewogen geschiedenis van de regering onder Lodewijk XVI overspant, die van Karel X van Frankrijk en die van het "Empire" onder Napoleon.

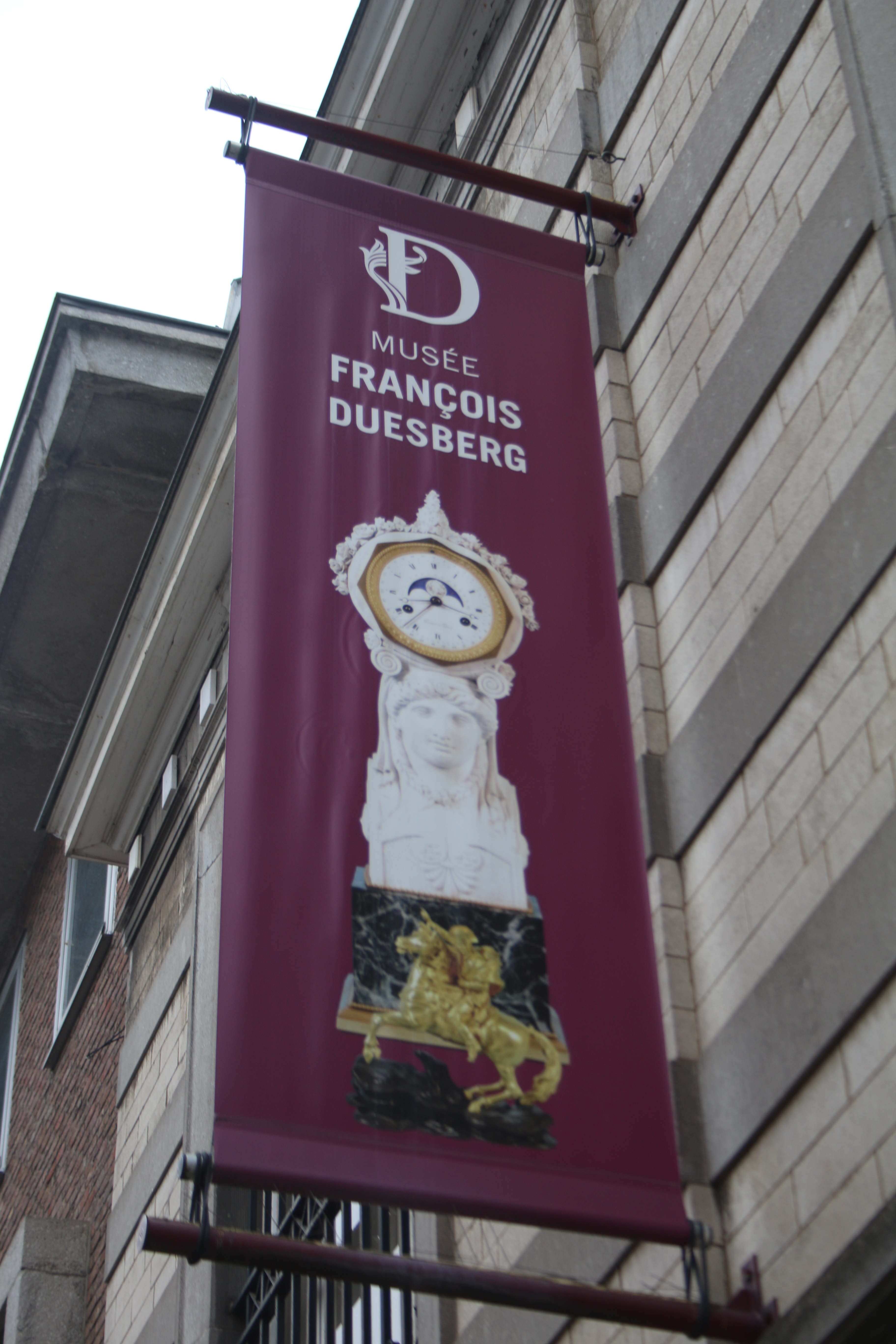
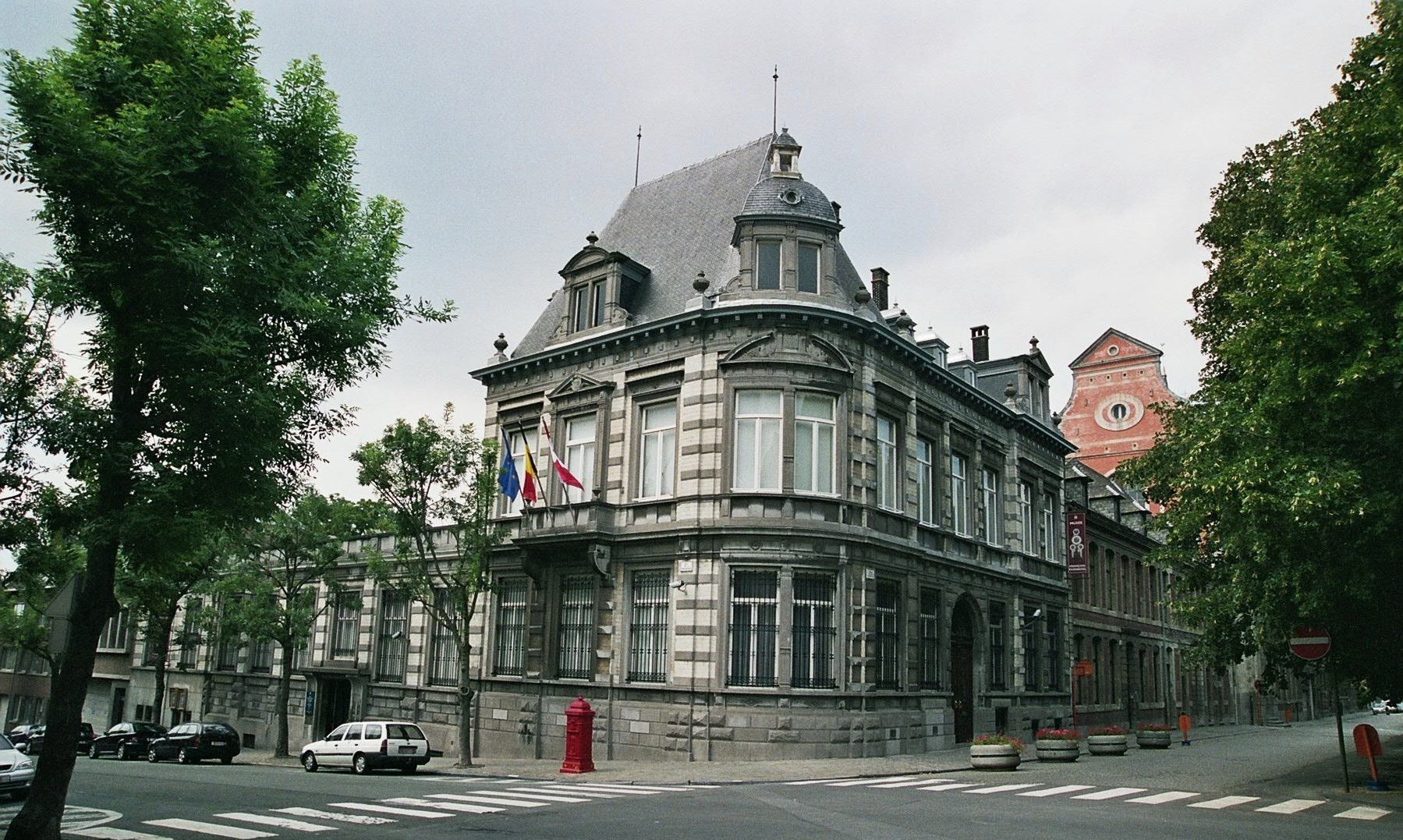
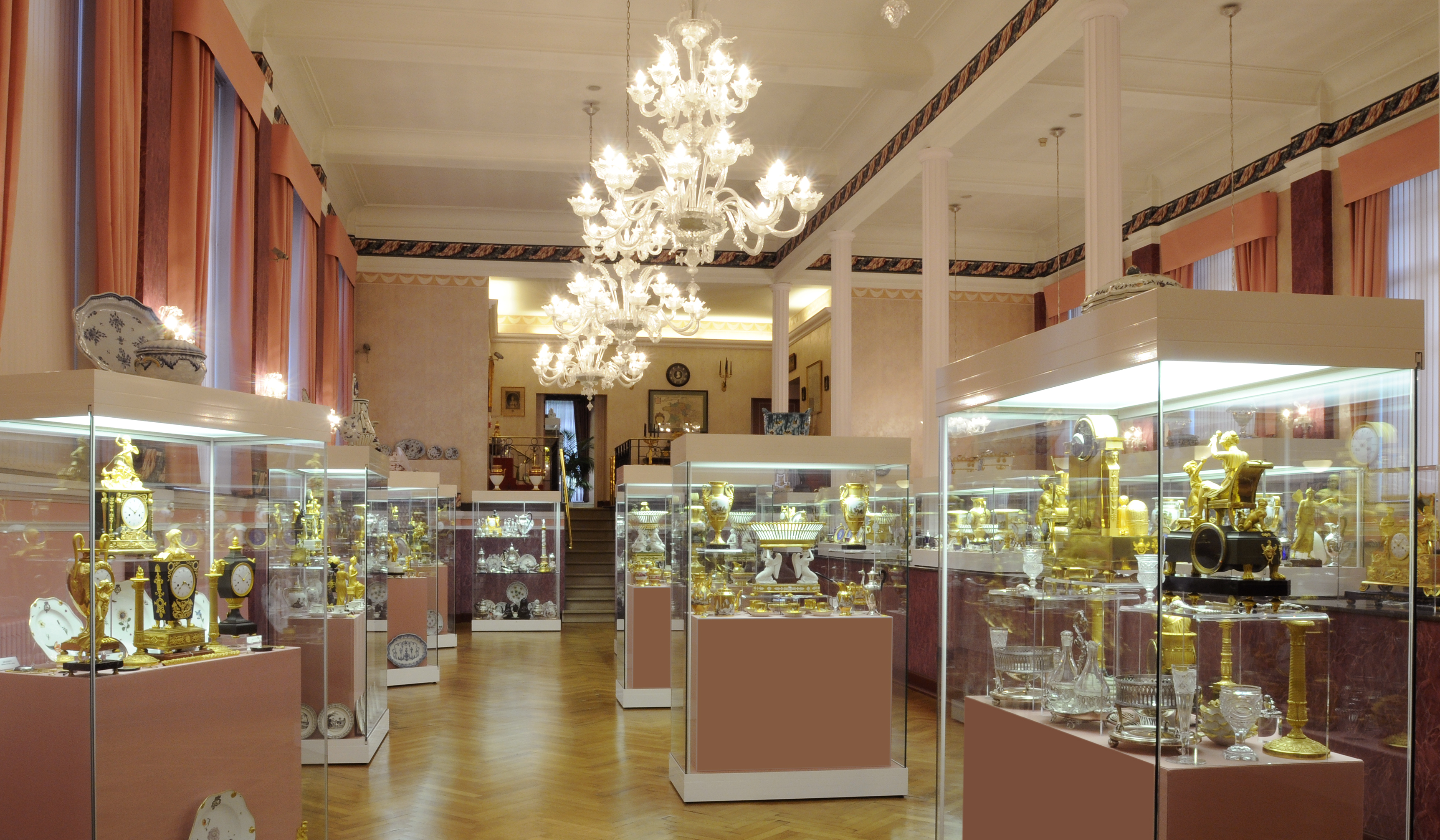
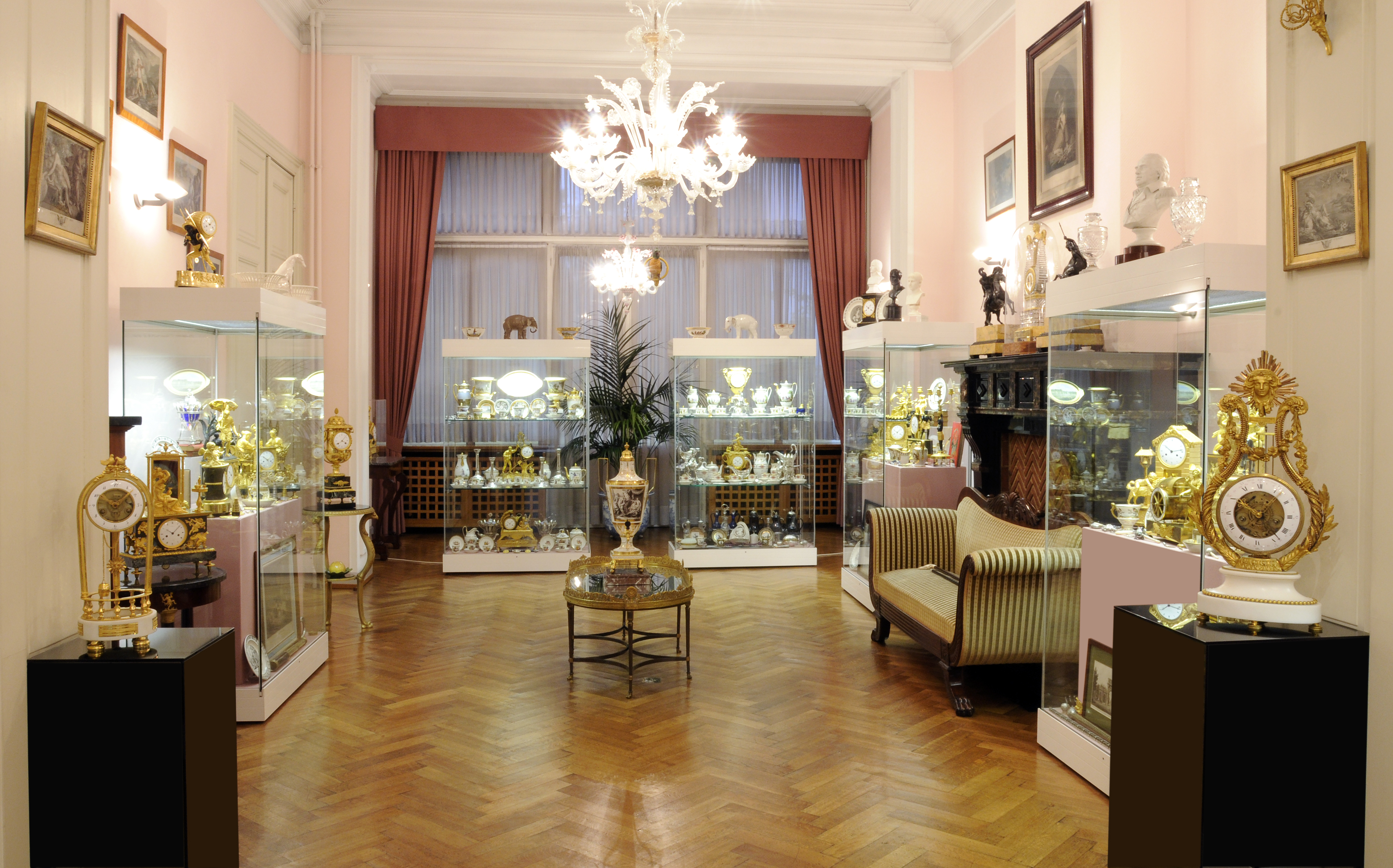
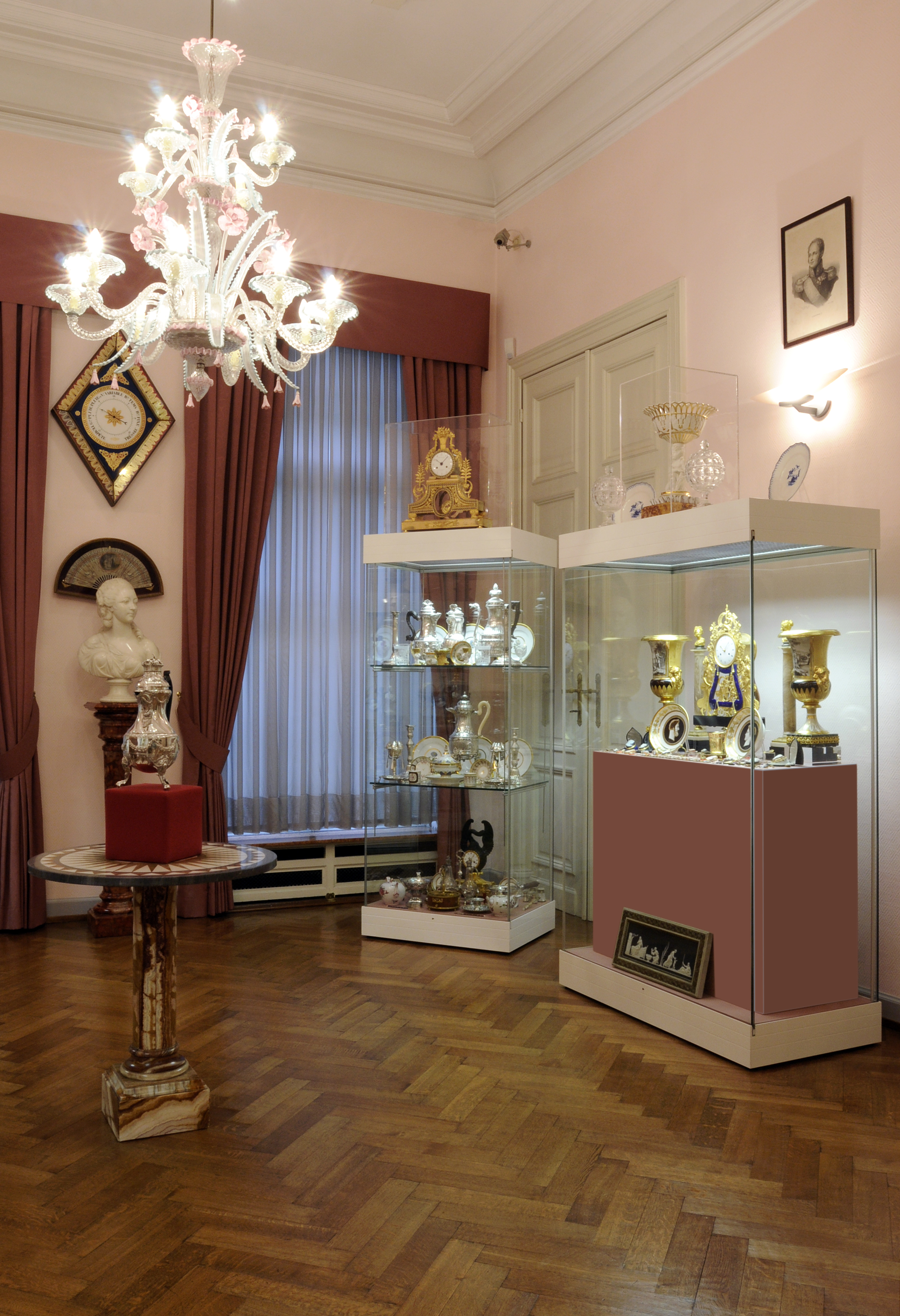
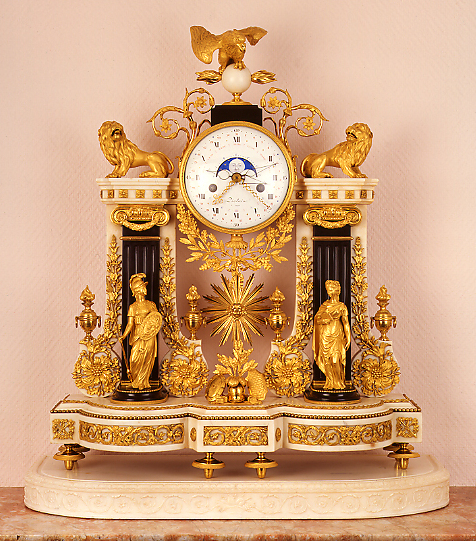